# شركة إيكوما
إيكوما، (ICOMA) هو مصنع مغربي لصناعة القطن في المغرب، أنشئت في فبراير 1946 من قبل مجموعة النسيج الفرنسية شيفر.

## تاريخ
في أواخر الستينيات، كان هناك أول إدراج تنفيذي مغربي داخل الشركة، وقد استكمل دخول المغرب للشركة في عام 1974. فعندما تم شراء الشركة من قبل محمد مكوار ومكوار حسن ووايل أربي بنعمور في ذلك الوقت، أنتجت شركة إكوما 5 ملايين متر في السنة من الملابس الرياضية، ومختلف أنواع صناعات النسيج الأخرى.
وفي وقت مبكر من عام 1976، تم إطلاق نطاقات الدنيم مع تطور مستمر وبلغ إنتاجها 10 ملايين متر في السنة.
وأما اليوم، فإن إكوما تنتج في الأسواق أكثر من 15 مليون متر من النسيج على أساس ثلاثة خطوط الإنتاج: الدنيم والملابس الرياضية والأقمشة التقنية والإدارية. وينتج المصنع 6-7000000 متر مربع من القماش سنويا.